# هوبير كريستي
هوبير كريستي (بالإنجليزية: Hubert Christie)‏ هو سياسي نيوزلندي، ولد في 1889، وتوفي في 1982. حزبياً، نشط في حزب العمال النيوزيلندي. وقد انتخب عضو مجلس النواب النيوزيلندي.